# Bogoria merrillii
Bogoria merrillii är en orkidéart som först beskrevs av Oakes Ames, och fick sitt nu gällande namn av Leslie Andrew Garay. Bogoria merrillii ingår i släktet Bogoria och familjen orkidéer. Inga underarter finns listade i Catalogue of Life.